# CEV Champions League 2012-2013 (femminile)
La CEV Champions League 2012-2013 (pallavolo femminile) è stata la 53ª edizione del massimo torneo pallavolistico europeo per squadre di club; iniziata con la fase a gironi il 23 ottobre 2012, si è conclusa con la final-four di Istanbul, in Turchia, il 10 marzo 2013. Alla competizione hanno partecipato 24 squadre e la vittoria finale è andata per la seconda volta al VakıfBank Spor Kulübü.

## Sistema di qualificazione
All'edizione del 2012-2013 hanno preso parte 24 squadre provenienti dalle 54 federazioni affiliate alla CEV. Per ogni federazione hanno partecipato un certo numero di club a seconda della Ranking List aggiornata annualmente; federazioni con un coefficiente maggiore hanno avuto più club rispetto a quelle con un punteggio minore. Il massimo di compagini per ogni nazione è di tre, privilegio riservato per questa edizione solo alla Russia, anche se grazie alla wild card hanno goduto di tre squadre anche l'Azerbaigian, l'Italia, la Polonia e la Turchia.
Di seguito è riportato lo schema di qualificazione (su base Ranking List 2012):
- Posizione 1 ( Russia): 3 squadre
- Posizioni 2-5 ( Francia,  Italia,  Polonia,  Turchia): 2 squadre
- Posizioni 6-9 ( Azerbaigian,  Germania,  Romania,  Serbia): 1 squadra

Le wild cards sono state assegnate all'Azerbaigian, alla Germania, all'Italia, alla Polonia, alla Repubblica Ceca, alla Romania, alla Svizzera e alla Turchia.

## Squadre partecipanti
| - Azərreyl - Lokomotiv Baku - Rabitə Baku - ASPTT Mulhouse - RC Cannes - Dresdner - Schweriner - Busto Arsizio | - Robur Tiboni Urbino - Villa Cortese - Atom Trefl Sopot - Muszyna - Dąbrowa Górnicza - Prostějov - Dinamo Bucarest - Tomis Constanța | - Dinamo-Kazan - Dinamo Mosca - Uraločka - Stella Rossa - Volero Zurigo - Eczacıbaşı - Galatasaray - VakıfBank |

## Fase a gironi
Il 29 giugno 2012 si sono tenuti a Vienna i sorteggi dei gironi.

### Gironi
| Girone A                                   | Girone B                                             | Girone C                                                 | Girone D                                      | Girone E                                                    | Girone F                                         |
| ------------------------------------------ | ---------------------------------------------------- | -------------------------------------------------------- | --------------------------------------------- | ----------------------------------------------------------- | ------------------------------------------------ |
| RC Cannes Uraločka VakıfBank Volero Zurigo | Rabitə Baku Prostějov Atom Trefl Sopot Villa Cortese | Dinamo Bucarest Busto Arsizio Galatasaray ASPTT Mulhouse | Azərreyl Dąbrowa Górnicza Dresdner Eczacıbaşı | Tomis Constanța Dinamo-Kazan Schweriner Robur Tiboni Urbino | Lokomotiv Baku Stella Rossa Dinamo Mosca Muszyna |

## Play-off a 12
I sorteggi per gli accoppiamenti dei playoff a 12 si sono svolti il 13 gennaio 2012 a Lussemburgo ( Lussemburgo), alla presenza del comitato esecutivo della CEV. In quest'occasione è stata anche scelta la città turca di Istanbul come organizzatrice della Final Four. Conseguentemente la squadra del Galatasaray Spor Kulübü, vincitrice del girone C, è stata qualificata d'ufficio alle semifinali; il suo posto nel sorteggio è stato preso dalla migliore terza, il Gruppo Sportivo Oratorio Pallavolo Femminile Villa Cortese, proveniente dal girone B.

### Squadre qualificate
- Azərreyl
- Rabitə Baku
- Busto Arsizio[2]
- Eczacıbaşı
- VakıfBank
- Dinamo-Kazan

## Play-off a 6

### Squadre qualificate
- Rabitə Baku
- Busto Arsizio[3]
- Galatasaray[4]
- VakıfBank

## Final-four
La final-four si è disputata ad Istanbul ( Turchia) e gli incontri si sono svolti al Burhan Felek Spor Salonu. Le semifinali si sono giocate sabato 9 marzo, mentre la finale 3º/4º posto e la finalissima si sono giocate domenica 10 marzo.
Gli accoppiamenti della final-four, stabiliti dal regolamento CEV, prevedono che in caso di qualificazione di due squadre della stessa nazione, queste si incontrino in semifinale: questa eventualità si è verificata tra le squadre turche del Galatasaray Spor Kulübü e VakıfBank Spor Kulübü.

### Finali 1º e 3º posto
|  | Semifinali    | Semifinali    | Semifinali  |             |           | Finale             | Finale             | Finale             |  |
|  |               |               |             |             |           |                    |                    |                    |  |
|  | Galatasaray   | Galatasaray   | 0           |             |           |                    |                    |                    |  |
|  | Galatasaray   | Galatasaray   | 0           |             |           |                    |                    |                    |  |
|  | VakıfBank     | VakıfBank     | 3           |             |           |                    |                    |                    |  |
|  | VakıfBank     | VakıfBank     | 3           |             | VakıfBank | VakıfBank          | 3                  |                    |  |
|  |               |               |             |             | VakıfBank | VakıfBank          | 3                  |                    |  |
|  |               |               | Rabitə Baku | Rabitə Baku | 0         |                    |                    |                    |  |
|  | Rabitə Baku   | Rabitə Baku   | Rabitə Baku | Rabitə Baku | 0         | 3                  |                    |                    |  |
|  | Rabitə Baku   | Rabitə Baku   |             |             |           | 3                  |                    |                    |  |
|  | Busto Arsizio | Busto Arsizio | 2           |             |           | Finale 3º/4º posto | Finale 3º/4º posto | Finale 3º/4º posto |  |
|  | Busto Arsizio | Busto Arsizio | 2           |             |           |                    |                    |                    |  |
|  |               |               |             |             |           |                    |                    |                    |  |
|  |               |               |             |             |           | Galatasaray        | Galatasaray        | 2                  |  |
|  |               |               |             |             |           | Galatasaray        | Galatasaray        | 2                  |  |
|  |               |               |             |             |           | Busto Arsizio      | Busto Arsizio      | 3                  |  |